# Ревінь
Ре́вінь (побутують також назви — румбамбар, рабарба́р, рамбамбар, ромбамбар, румбумбар, барбар) (Rheum L., нім. Rhubarber) — рід багаторічних зіллястих рослин з родини гречкових, з довгим міцним корінням і простими дуже великими листками, стебло до 2 м заввишки. Батьківщина ревеню — Південно-Східна Азія, Північна Монголія, Північний Китай, Алтай, Сибір. Налічує понад 30 видів. Деякі види Р. з давніх часів культивують як городні, лікарські й декоративні рослини. В Україні найбільше вирощують: Р. хвилястий (R. undulatum L.) і Р. чорноморський (R. rhaponticum L.).
В їжу використовують молоді соковиті хвостики прикореневих листків: з них виготовляють компоти, киселі, конфітюри, соки, цукати, начинку для випічки та ін. На Британських островах та в Новій Англії популярним є ревеневий пиріг. Коріння й кореневища Р. тангутського (R. palmatum L. var, tanguticum Maxim.) використовують в медицині як проносний та зв'язуючий засіб.

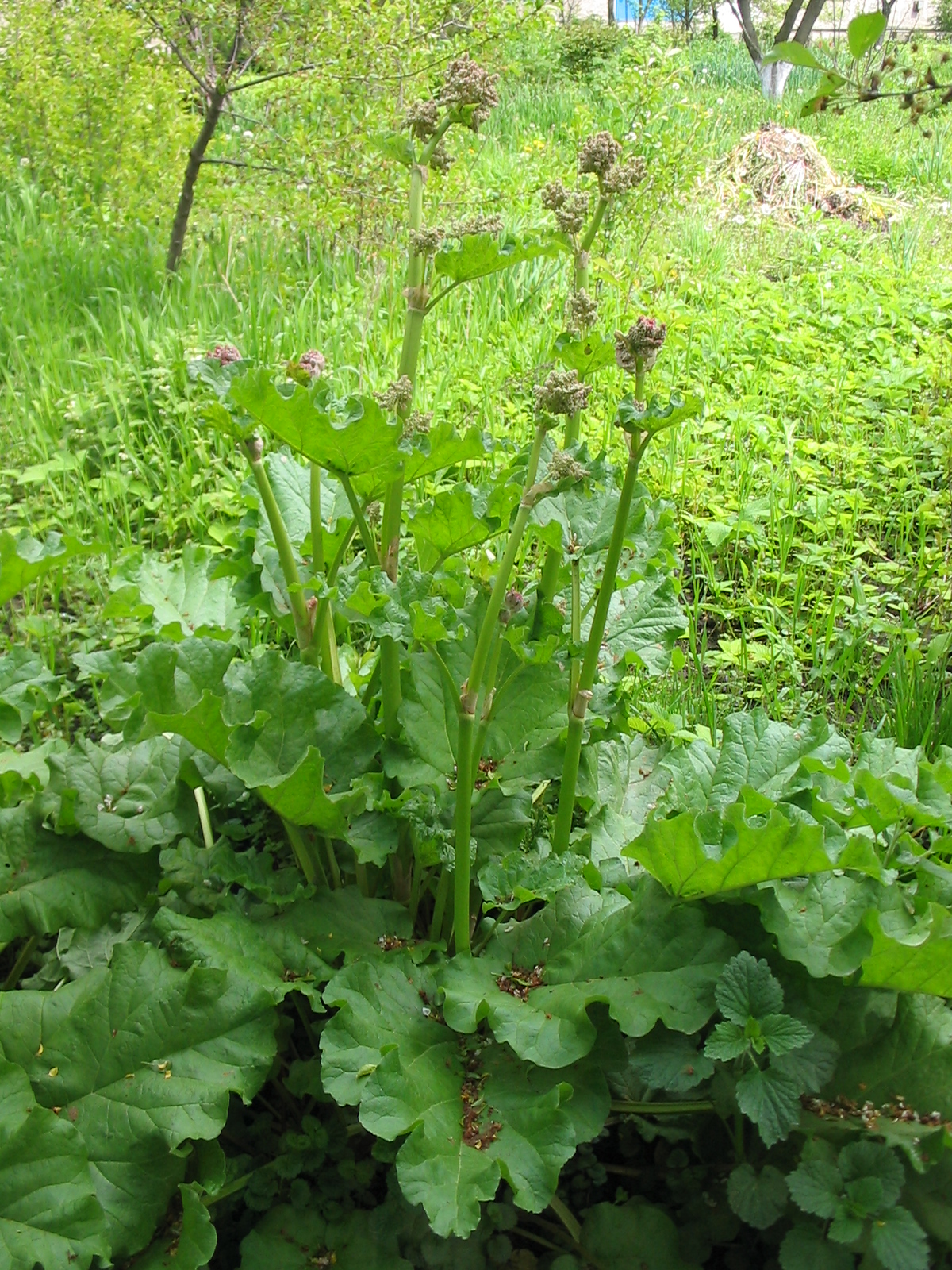
Кущ ревеню в період цвітіння

## Синоніми
- English rhubarb
- Deutsch rhabarber

## Класифікація
До роду відносять 60 видів:

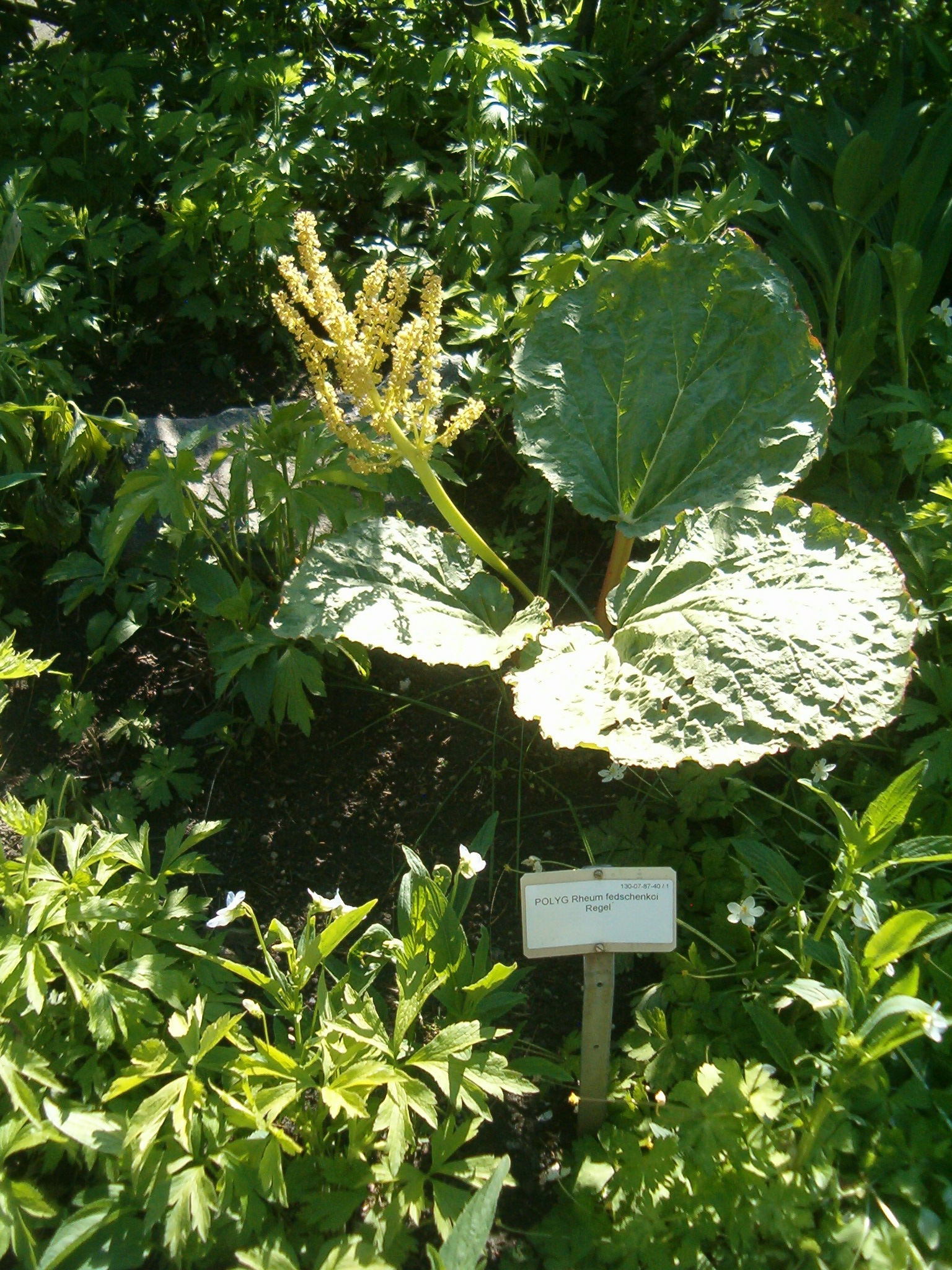
Rheum fedtschenkoi

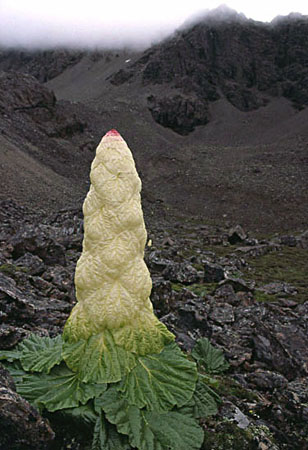
Rheum nobile a

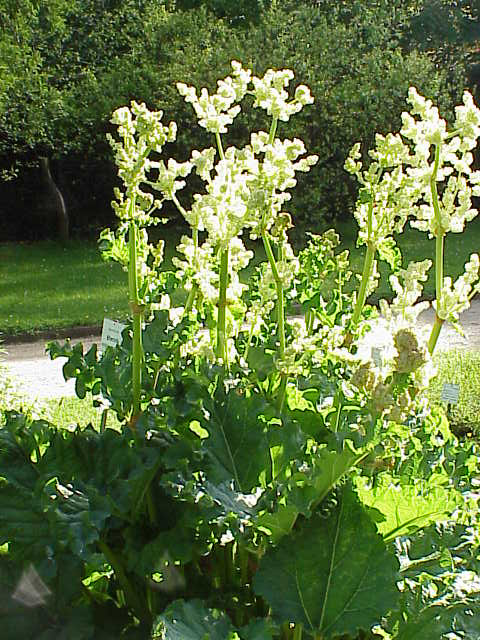
Rheum officinale.

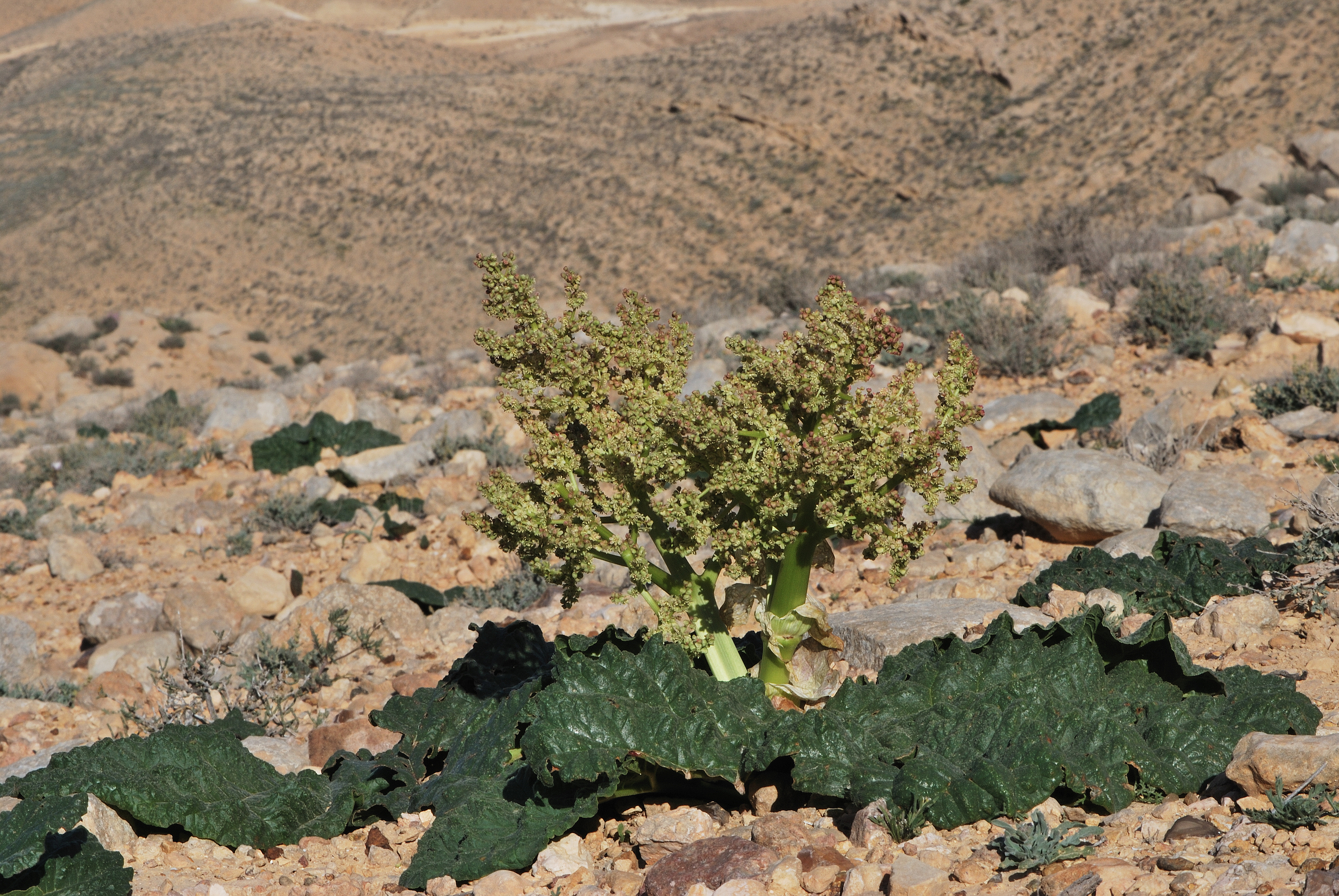
Rheum palaestinum

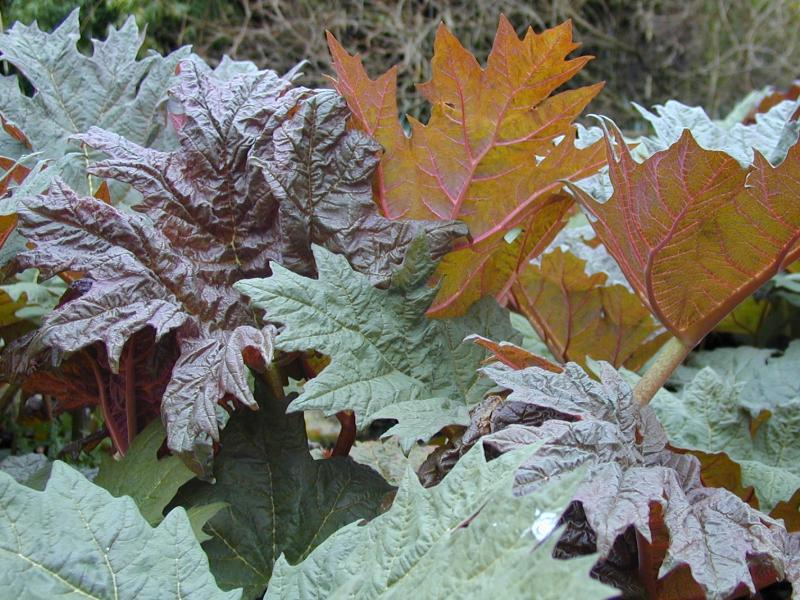
Rheum tanguticum (Rheum palmatum var. tanguticum).

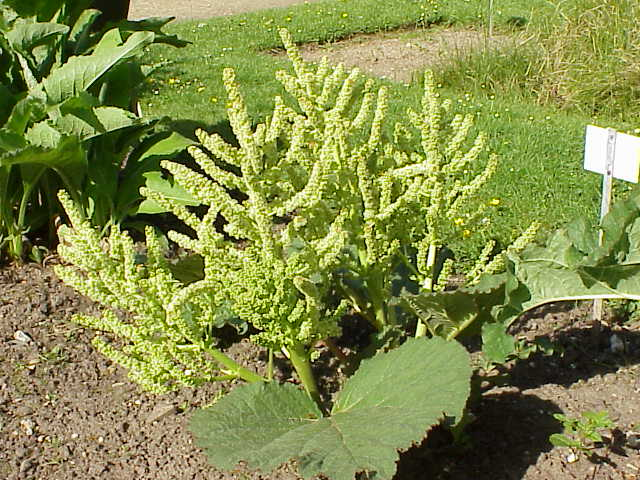
Rheum tibeticum

- Rheum acuminatum  Hook. е. & Thomson (син :. 'Rheum orientalixizangense' YKYang, JKWu & Gasang): Він широко застосовується у таких країнах: Індія, Кашмір, Бутан, Непал, Сіккім і М'янма в китайських провінціях Ганьсу, Сичуань, Тибет і Юньнань. У Китаї зростає на схилах і в лісах на висотах 2800-4000 метрів.
- Rheum alexandrae  Баталін: Росте на схилах на висоті 3000-4600 метрів в китайських провінціях Сичуань, Юньнань і східному Тибеті.
- Rheum altaicum  Losinsk : Казахстан, Монголія, Алтай, а також в північній Синьцзян. У Сіньцзяні, вона росте в лісах і долинах на висотах 1900—2400 метрів.
- Rheum australe D.Don, сін :. Rheum Emodi Wall екс Meisn ..): Він широко поширений в Індії, Пакистані, Непал, Сіккімі, в М'янмі.
- Rheum compactum  L :. Поширений в Казахстані, Росії, Далекому Сході та Сибіру та провінції Синьцзян. У Сіньцзяні, він росте на схилах на висоті близько 2000 метрів.
- Rheum darwazicum  VSTitov & Losinsk :. тільки у Таджикистані.
- Rheum delavayi  Franch :. Вид є рідним для китайських провінцій Сичуань і Юньнань, росте в Бутані, Непалі. У Китаї зростає на схилах на висоті 3000-4800 метрів.
- Rheum fedtschenkoi  Maxim. ex Regel: Поширений тільки в Таджикистані.
- Rheum forrestii  Diels: Він росте на схилах на висоті близько 3000 метрів тільки в провінціях Сичуань, Тибет і Юньнань.
- Rheum glabricaule  Sam.: Цей ендемік зростає між скелями на висоті 3000-3500 метрів в провінції Ганьсу.
- Rheum globulosum  Gage: Поширений тільки в Сиккимі, а також у центральному та південному Тибеті. В Тибеті росте на схилах на висоті 4500-5000 метрів.
- Rheum hotaoense  CYCheng & TCKao: Росте на схилах і ярах на висоті від 1000 до 1800 метрів у провінціях Ганьсу, Шеньсі й Шаньсі.
- Ревінь культурний(інші мови) (Rheum ×hybridum Murray, Syn.: Rheum ×cultorum Thorsrud & Reisaeter nom. nud., Rheum rhabarbarum auct., Rheum rhaponticum auct.):. Це гібрид з декількох видів і був виведений в 18 столітті.
- Rheum inopinatum  Prain: Цей ендемік росте на схилах на висотах від 4000 до 4200 метрів в центральному і південному Тибеті.
- Rheum kialense  Franch :. Росте на схилах і в лісах на висотах 2800-3900 метрів у провінціях Ганьсу, Сичуань і Юньнань.
- Rheum korshinskyi  VSTitov & Losinsk :. Поширений тільки в Таджикистані.
- Rheum laciniatum  Prain: Ця ендемічна рослина росте на пагорбах на висоті близько 3000 метрів в провінції Сичуань.
- Rheum lhasaense  AJLi & PGXiao: Ця ендемічна рослина росте на трав'янистих схилах на висоті тільки 4200-4600 метрів в безпосередній близькості від тибетської Лхаси.
- Rheum likiangense  Sam. (Син :. 'Rheum ovatum' CYCheng & TCKao): Росте в лісах і чагарникових покритих луками на висоті від 2500 до 4000 метрів в китайських провінціях Сичуань, Тибет і Юньнань.
- Rheum lucidum  Losinsk :. Поширений тільки в Таджикистані.
- Rheum lobatum  Losinsk :. Поширений тільки в Киргизстан.
- Rheum macrocarpum  Losinsk :. Поширений тільки в Киргизстані.
- Rheum macropterum  Mart. & Meisn.
- Rheum maculatum  CYCheng & TCKao: Поширений в провінції Сичуань.
- Rheum maximowiczii  Losinsk :. Поширений в північному сході Афганістану, Киргизстану, Таджикистану та східного Узбекистану.
- Rheum moorcroftianum  Royle: Вид поширений у Гімалаях. Він росте в Непалі на висоті 3600-4400 метрів. У центральній і західній частині Тибету вид процвітає на берегах річок на висотах 4500-5300 метрів. Популяції знаходяться в Афганістані, Індії, Пакистані та східному Таджикистан.
- Rheum nanum  Siev. & Pall. (Syn.: Rheum cruentum Sievers ex Pallas, Rheum leucorrhizum Pallas): Казахстан, Монголія, Західний Сибір і китайські провінції Ганьсу, Внутрішня Монголія і Синьцзян. У Китаї зростає на схилах і в долинах на висотах від 700 до 2000 метрів.
- Rheum nobile  Hook. & Thomson. ареал простягається від Афганістану до Індії, Пакистану, Бутану, Непалу, Сіккіму і М'янми, південного Тибету. В Тибеті вона процвітає на схилах на висоті 4000-4800 метрів.
- Rheum palaestinum  Feinbrun: Росте в гірських районах й пустелі в Ізраїль і Йорданія.
- Rheum palmatum  L.,
- Rheum plicatum  Losinsk :. Поширений тільки в Киргизстані.
- Rheum pumilum Maxim:. Він росте на схилах на висоті 2800-4500 метрів в китайських провінціях Ганьсу, Цинхай, Сичуань і Тибет.
- Rheum racemiferum Maxim:. Поширений у Китаї та, можливо, Монголії. В Ганьсу, Внутрішній Монголії та Нінся процвітає на схилах на висотах 1300—2000 метрів.
- Rheum rhabarbarum L.: Дикі форми поширені в Центральній Азії від Східного Сибіру до Монголії та китайських провінціях Хебей, Хейлунцзян, Хубей, Цзілінь, Внутрішні Монголія і Шаньсі тому. У Китаї зростає на схилах на висоті 1000—1600 метрів. Це є одним з видів, з яких був вирощений садовий ревінь.
- Rheum rhaponticum L.,: Він поширений на півдні Норвегії та у Південному Сибіру. Є популяції в південно-західній Болгарії.
- Rheum rhizostachyum  Schrenk: Казахстан і Синьцзян. У Сіньцзяні, вид росте на схилах на висоті 2600-4200 метрів.
- Rheum rhomboideum  Losinsk :. Цей ендемічний вид росте на схилах і луках на висотах від 4700 до 5400 метрів в центральному і східному Тибеті.
- Rheum ribes  L :. Ареал простягається від північного Пакистану та Афганістану до Азербайджану, Ірану і північного Іраку, Ліван, Сирія, східна Туреччина.
- Rheum rupestre  Litv. екс Losinsk ви :. поширений в Азербайджані та Туркменістані.
- Rheum spiciforme  Royle (син :. 'Rheum scaberrimum' Lingelsheim Limpricht,  Rheum przewalskyi 'Losinsk :): Афганістан, Бутан, Кашмір, Пакистан, Сіккім і китайські провінції Ганьсу, Цинхай, Сичуань і Тибету. У Китаї зростає на схилах і в лісах на висотах 1500-5000 метрів.
- Rheum subacaule  Sam:. Цей ендемік процвітає на вершинах пагорбів і схилів на висотах 3500-4300 метрів на заході провінції Сичуань.
- Rheum sublanceolatum  CYCheng & TCKao: Росте на схилах на висоті 2400-3000 метрів в Ганьсу, Цинхай і Синьцзян.
- Rheum tataricum  L. (Rheum caspicum Pallas, Rheum songaricum Schrenk). Поширений в Афганістані, Казахстані, європейській частині Росії та на заході Синьцзяну. У Сіньцзяні, населяє луки, пустелі та рівнини на висоті від 500 до 1000 метрів.
- Rheum tetragonopus  Mart.
- Rheum tibeticum Maxim. ex Hook. F :. Поширений в Афганістані, Пакистані, Кашмірі та Тибеті. У Тибеті процвітає на схилах на висоті 4000-4600 метрів.
- Rheum turkestanicum  Janisch.:. Поширений тільки в Туркменістані.
- Rheum uninerve Максим :. Поширений в Монголії та китайських провінціях Ганьсу, Внутрішня Монголія та Цинхай. У Китаї зростає на схилах і узбіччях доріг на висотах 1100—2300 метрів.
- Rheum webbianum  Royle: Поширений у північно-західній Індії, Кашмірі, Непалі, Пакистані та Південно-Західному Тибеті. У Тибеті він процвітає на схилах на висоті 3500-3600 метрів. Коріння і кореневища використовується в медицині.
- Rheum wittrockii  C.E.Lundstr.:. Він поширений в Казахстані, Киргизстані та Сіньцзяні. У Сіньцзяні, він росте по трав'янистих схилах, в лісах і ярах на висотах 1200—2600 метрів.
- Rheum yunnanense  Sam:. поширений в М'янмі та провінції Юньнань. У провінції Юньнань він процвітає на схилах на висотах близько 4000 метрів.